# Rheotanytarsus ororus
Rheotanytarsus ororus är en tvåvingeart som beskrevs av Lehmann 1979. Rheotanytarsus ororus ingår i släktet Rheotanytarsus och familjen fjädermyggor.
Artens utbredningsområde är Kongo. Inga underarter finns listade i Catalogue of Life.